# کوئن، کوئینزلند
کوئن (به انگلیسی: Coen) یک شهرک در استرالیا است که در کوئینزلند واقع شده‌است.